# Eppenreuth (Grafengehaig)

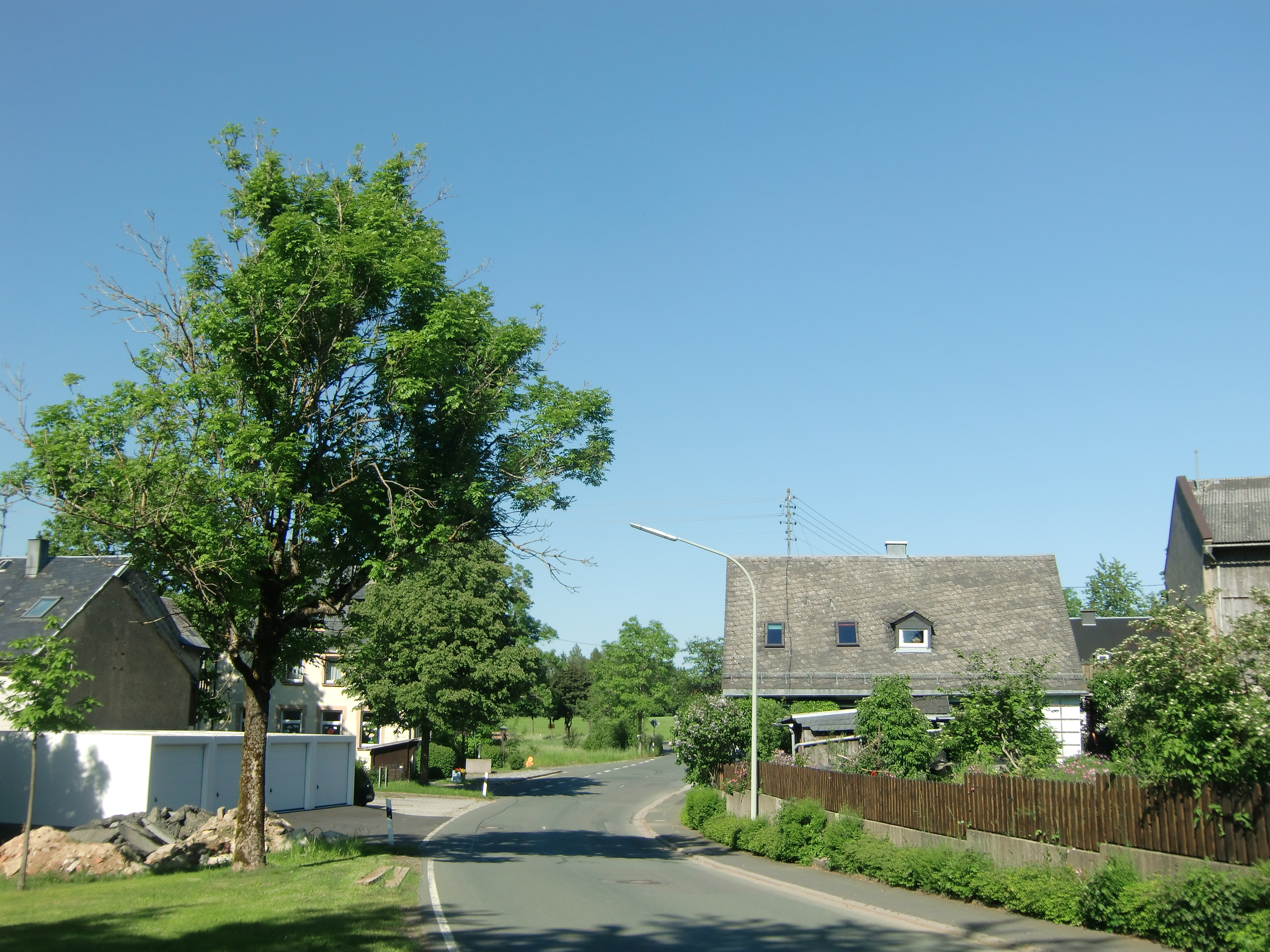
Ortsdurchfahrt des Dorfes

Eppenreuth ist ein Gemeindeteil des Marktes Grafengehaig im oberfränkischen Landkreis Kulmbach. Der Ort liegt in der Gemarkung Eppenreuth.

## Geografie
Das Dorf liegt auf einem Höhenzug des Frankenwaldes. Die Staatsstraße 2158 führt nach Grafengehaig (0,9 km südwestlich) bzw. zur Staatsstraße 2195 bei Enchenreuth (4,2 km nordöstlich). Eine Gemeindeverbindungsstraße führt nach Schindelwald (0,9 km südöstlich).

## Geschichte
Der Ort wurde 1398 schriftlich erwähnt, als der Besitz eines Hofes durch die Herren von Guttenberg beurkundet wurde. Im 1609 verfassten Urbar des Amtes Kupferberg wurde vermerkt, dass es 19 Untertanen von Hans Wilhelm von Guttenberg, Wolf Wilhelm von Guttenberg und Wolf von Guttenberg in Eppenreuth gab.
Gegen Ende des 18. Jahrhunderts bestand Eppenreuth aus 27 Anwesen (4 Höfe, 7 Halbhöfe, 3 Söldengüter, 11 Tropf- und Wohnhäuser, 1 Schmiede, 1 Wirtshaus mit Brau). Das Hochgericht übte das Burggericht Guttenberg aus. Es hatte ggf. an das bambergische Centamt Marktschorgast auszuliefern. Die Dorf- und Gemeindeherrschaft sowie die Grundherrschaft über sämtliche Anwesen hatte das Burggericht Guttenberg.
1810 kam Eppenreuth zum Königreich Bayern. Mit dem Gemeindeedikt wurde 1812 der Steuerdistrikt Eppenreuth gebildet. Neben dem Hauptort gehörten dazu Gösmes, Grünlas, Hetzenhof, Hintererb, Horbach, Hüttenbach, Mehlthaumühle, Mesethmühle, Oberweißenstein, Rappetenreuth, Schindelwald, Vollauf, Vollaufmühle, Walberngrün, Waldhermes und Weißenstein und Zegast. Zugleich entstanden folgende Ruralgemeinden:
- Eppenreuth mit Mehlthaumühle, Schindelwald und Vollauf;
- Gösmes;
- Grünlas mit Oberweißenstein und Waldhermes;
- Horbach mit Mesethmühle, Vollaufmühle und Weißenstein;
- Rappetenreuth mit Zegast;
- Walberngrün mit Hetzenhof, Hintererb, Hüttenbach und Mesethmühle.

Die Gemeinde Eppenreuth unterstand in Verwaltung und Gerichtsbarkeit dem Landgericht Münchberg und in der Finanzverwaltung dem Rentamt Münchberg. Am 1. Oktober 1840 erfolgte die Überweisung an das Landgericht Stadtsteinach und das Rentamt Stadtsteinach. Von 1819 bis 1848 übernahm das Herrschaftsgericht Guttenberg weitestgehend die Befugnisse, die das Landgericht hatte. 1840 wurde die Gemeinde an das Landgericht Stadtsteinach und 1853 an das Rentamt Stadtsteinach überwiesen (1919 in Finanzamt Stadtsteinach umbenannt). Ab 1862 gehörte Eppenreuth zum Bezirksamt Stadtsteinach (1939 in Landkreis Stadtsteinach umbenannt). Die Gerichtsbarkeit blieb beim Landgericht Stadtsteinach (1879 in Amtsgericht Stadtsteinach umgewandelt). Am 21. September 1866 wurde Mehlthaumühle an die Gemeinde Grafengehaig überstellt. 1964 hatte die Gemeinde eine Gebietsfläche von 2,986 km². Am 1. Januar 1972 wurde die Gemeinde Eppenreuth in Grafengehaig eingegliedert.

## Baudenkmäler
In Eppenreuth gibt es fünf Baudenkmäler, unter anderem eine ehemalige Brauerei, zwei frühere Gasthäuser und eine Türrahmung.

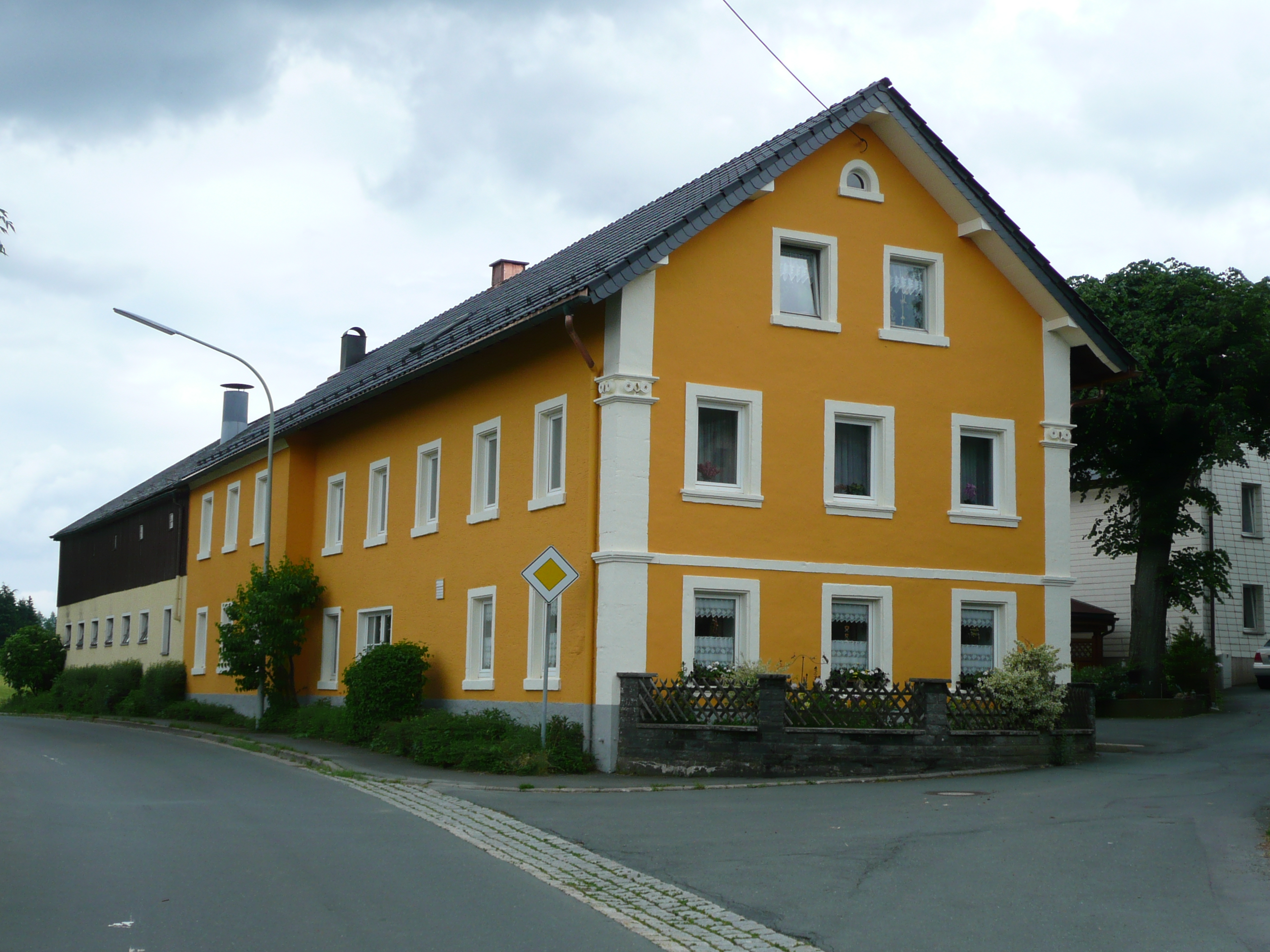
Früheres Gasthaus Karl Fischer
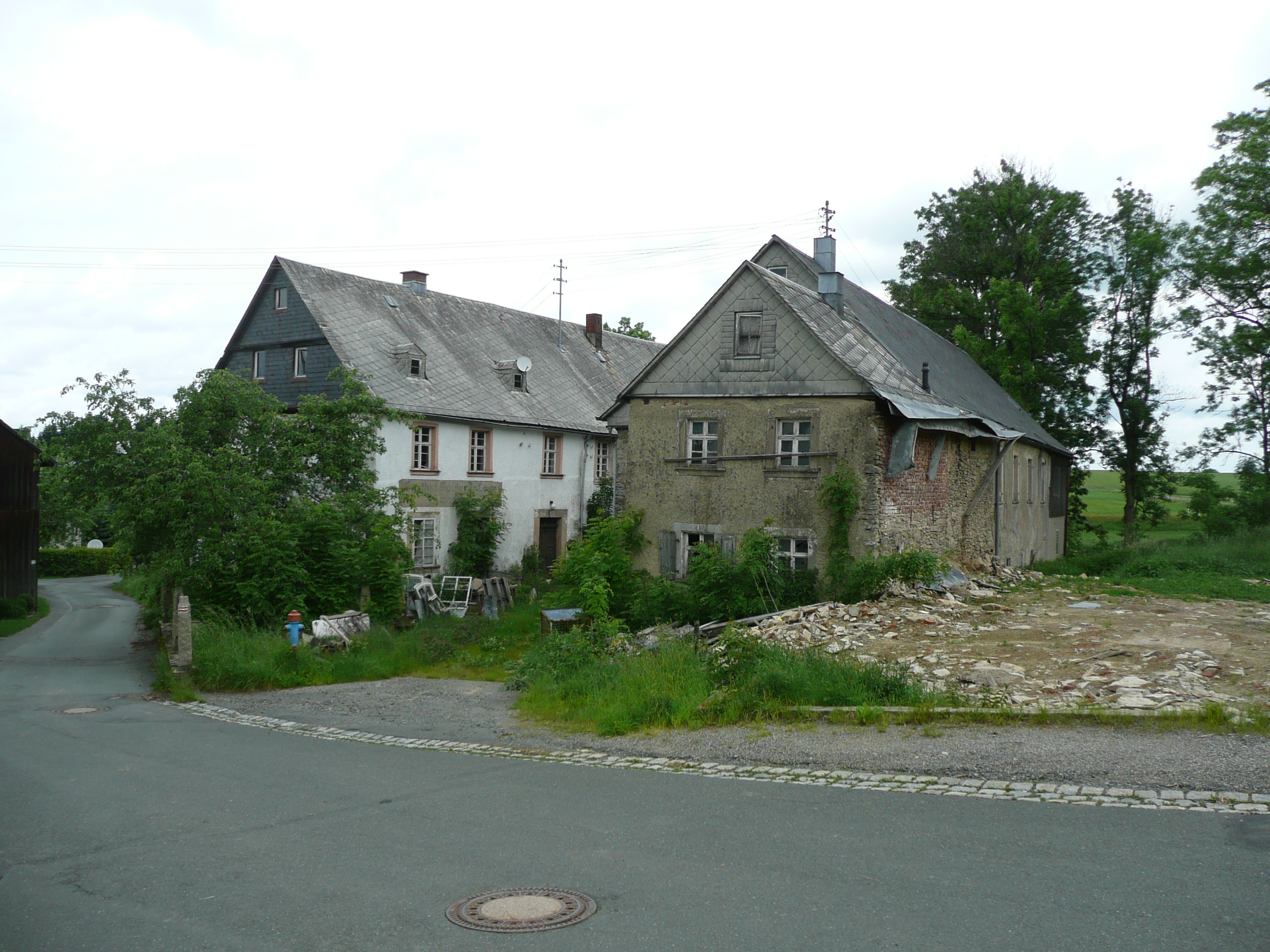
Früheres Gasthaus Goldener Löwe
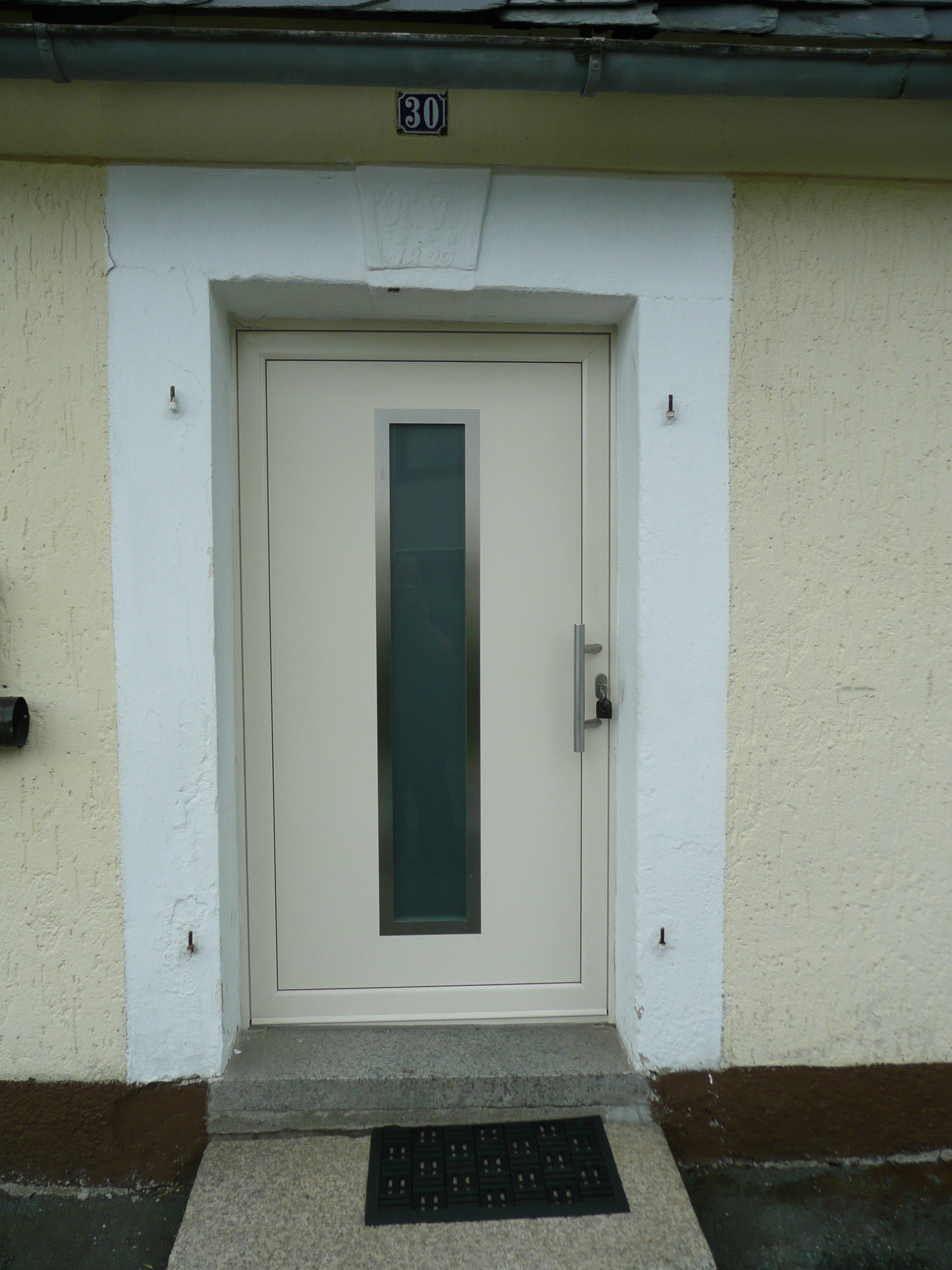
Mit „1829“ bezeichnete Türrahmung

ehemaliges Baudenkmal
- Haus Nr. 21: Zweigeschossiges, verputzt massives Walmdachhaus; Erdgeschoss 1838, Obergeschoss wohl im späteren 19. Jahrhundert erneuert: Haustürrahmung in Sandstein, mit Zierpilastern, waagrechtem Abschlussgesims und Scheitelstein, bezeichnet „JHG 1838“ (=Johann Georg Horn).[11]

### Einwohnerentwicklung
Gemeinde Eppenreuth
| Jahr      | 1818   | 1840   | 1852   | 1855   | 1861   | 1867   | 1871   | 1875   | 1880   | 1885   | 1890   | 1895   | 1900   | 1905   | 1910   | 1919   | 1925   | 1933   | 1939   | 1946   | 1950   | 1952   | 1961  | 1970   |
| Einwohner | 234    | 327    | 330    | 329    | 317    | 302    | 316    | 325    | 310    | 314    | 282    | 262    | 298    | 298    | 299    | 264    | 268    | 258    | 242    | 283    | 297    | 274    | 243   | 226    |
| Häuser    |        |        |        |        |        |        | 37     |        |        | 39     | 31     |        | 41     |        |        |        | 51     |        |        |        | 48     |        | 52    |        |
| Quelle    | [ 13 ] | [ 14 ] | [ 14 ] | [ 14 ] | [ 15 ] | [ 16 ] | [ 17 ] | [ 18 ] | [ 19 ] | [ 20 ] | [ 21 ] | [ 14 ] | [ 22 ] | [ 14 ] | [ 23 ] | [ 14 ] | [ 24 ] | [ 14 ] | [ 14 ] | [ 14 ] | [ 25 ] | [ 14 ] | [ 8 ] | [ 26 ] |

Ort Eppenreuth
| Jahr      | 001800 | 001818 | 001819 | 001861 | 001871 | 001885 | 001900 | 001925 | 001950 | 001961 | 001970 | 001987 |
| Einwohner | 132    |        | 234 *  | 264    | 269    | 250    | 246    | 221    | 248    | 210    | 191    | 125    |
| Häuser    | 26     | 31     |        |        |        | 32     | 32     | 42     | 39     | 43     |        | 44     |
| Quelle    | [ 27 ] | [ 7 ]  | [ 13 ] | [ 15 ] | [ 17 ] | [ 20 ] | [ 22 ] | [ 24 ] | [ 25 ] | [ 8 ]  | [ 26 ] | [ 28 ] |

## Religion
Eppenreuth ist seit der Reformation gemischt konfessionell. Die Protestanten sind nach Zum Heiligen Geist (Grafengehaig) gepfarrt, die Katholiken sind nach St. Jakobus der Ältere (Enchenreuth) gepfarrt.